# ウィリス・ゲイロード・クラーク
ウィリス・ゲイロード・クラーク（Willis Gaylord Clark、1808年10月5日 - 1841年6月12日）は、アメリカ合衆国の詩人。
クラークは、双子の兄弟であるルイス・ゲイロード・クラークとともに、ニューヨーク州オティスコに生まれた。クラークは、雑誌『ニッカボッカー』に「Ollapodiana」という面白おかしい記事を連載していた。詩作品では、「The Spirit of Life」（1933年）などが最もよく知られている。後半生において、クラークは『Philadelphia Gazette』紙の編集長を務めていた。クラークは、1841年6月12日に、フィラデルフィアで結核のために死去した。遺作『Literary Remains』は1844年に出版され、1847年には詩集が再刊された。